# Вангелис
Ева̀нгелос Одисѐас Папатанасѝу (на гръцки: Ευάγγελος Οδυσσέας Παπαθανασίου), известен само като Вангѐлис (на гръцки: Βαγγέλης), е гръцки композитор на ню ейдж и електронна музика. Той е автор и на филмова музика.

## Ранни години
Евангелос Одисеас Папатанасиу е роден в Агрия – крайбрежно градче в ном Магнезия, Тесалия, Гърция, но израства в Атина. Започва да композира на 1-годишна възраст, създавайки запис с име "Ladovs" и е самоук музикант. Публикува първия си албум "La Ballerina Crusa". Отказва да взима уроци по пиано и през цялата си кариера не е особено добър познавач на нотите. Изучава класическа музика, живопис и филмова режисура в Атинското училище за изящни изкуства.
В началото на 60-те години основава поп групата „Форминкс“, която добива известност в Гърция. Когато през 1968 г. избухват студентските бунтове, той отива в Париж, където заедно с Демис Русос и Лукас Сидерас основава групата „Афродайтис Чайлд“, свиреща в стил прогресив рок. Те имат един хит в Европа – Rain and Tears. Групата престава да съществува през 1972 г., въпреки че Русос се включва в някои от бъдещите творби на Вангелис.

## Самостоятелна кариера
Вангелис започва самостоятелната си кариера, като пише музиката към два филма от 1973 г. на френския режисьор Фредерик Росиф. Първият му солов албум е Earth от 1974 година. По това време той репетира няколко седмици с друга група, свиреща прогресив рок – „Йес“. Въпреки че не се присъединява към групата, той се сприятелява с певеца Джон Андерсън, с когото работи по-късно много пъти.
След като отива в Лондон, Вангелис подписва договор с „Ар Си Ей Рекърдс“, прави свое звукозаписно студио, Nemo Studios, и започва да записва своя електронна музика.

## Филмов и търговски успех
Вангелис записва няколко албума с Джон Андерсън през 80-те и 90-те години под името „Джон енд Вангелис“. През 1982 г. Вангелис получава „Оскар“ за филмовата музика към „Огнените колесници“ от същата година. Основната песен заема първо място в американските класации на списание „Билборд“ в продължение на една седмица, след като се изкачва до върха цяла година.
Албумът The City е издаден през 1990 г. Този път е пресъздадена атмосферата на един град от изгрев до залез слънце. Автентичните градски звуци са записани лично от Вангелис по време на престой в Рим.
През същата година започва работа с режисьора Ридли Скот. Вангелис пише музиката към „Блейд Рънър“ и „1492: Завладяването на рая“. Освен това е автор на филмовата музика към документалните филми на Жак Кусто за подводния свят. През 1992 г. е удостоен със званието „Кавалер на Ордена за изкуства и науки“ от Франция.
През 1995 г. е издаден албумът Voices, чрез който Вангелис интерпретира връзката между природата и душата на човека. Величественото въведение е изпълнено от гръцкия камерен хор.
Mythodea, който излиза през 2001 г., но е готов още през 1993 г., представлява по-скоро оркестрова, а не електронна музика. Използван е от НАСА по време на мисиите до Марс. През 2004 г. записва саундтрака за филма „Александър“ на Оливър Стоун.

## Смърт
Умира на 17 май 2022 г. в парижка болница.

## Дискография
| - 1972 – Fais que ton rêve soit plus long que la nuit - 1973 – Earth - 1975 – Heaven and Hell - 1976 – Albedo 0.39 - 1977 – Spiral - 1978 – Beaubourg - 1979 – China - 1980 – See You Later - 1984 – Soil Festivities - 1985 – Mask - 1985 – Invisible Connections - 1988 – Direct - 1990 – The City - 1995 – Voices - 1996 – Oceanic - 1998 – El Greco - 2001 – Mythodea: Music for the NASA Mission: 2001 Mars Odyssey - 2016 – Rosetta - 2019 – Nocturne: The Piano Album - 1978 – The Best of Vangelis - 1982 – To The Unknown Man Vol. 1 - 1982 – To The Unknown Man Vol. 2 - 1984 – The Best of Jon & Vangelis (Джон и Вангелис) - 1989 – Themes - 1991 – Greatest Hits - 1992 – Best Of Vangelis (Испания) - 1994 – Chronicles (Джон и Вангелис) - 1994 – Best Selection (Япония) - 1994 – The Collection - 1995 – Themes II (Франция) - 1995 – Space Themes (Италия) - 1995 – Best in Space (Великобритания, Германия) - 1995 – Mundo Magico de Vangelis - 1996 – Gift... (Великобритания) - 1996 – Portraits (So Long Ago, So Clear) - 1997 – The Best of Vangelis - 1999 – Reprise 1990 – 1999 - 2002 – Cosmos (Белгия) - 2002 – The Best of Vangelis - 2003 – The Best of Vangelis (Белгия) - 2003 – Odyssey: The Definitive Collection - 2012 – The Collection - 2013 – Light & Shadow - 2016 – Delectus | - 1970 – Sex Power - 1973 – L'Apocalypse des animaux - 1973 – La Fête sauvage - 1975 – Entends-tu les chiens aboyer? - 1979 – Opéra sauvage - 1981 – Chariots of Fire - 1983 – Antarctica - 1992 – 1492: Conquest of Paradise - 1994 – Blade Runner - 2004 – Alexander - 1998 – El Greco |